# Ægte pistacie
Ægte pistacie (Pistacia vera) er et lille træ, som kan blive 10 meter højt. Det kommer oprindeligt fra Mellemøsten (fra Middelhavet og ind i Iran, men det er spredt ved dyrkning til de fleste subtropiske områder af verden. Træets frugter benævnes pistacienødder, og har været spist af mennesker siden Den neolitiske revolution for ca. 11.500 år siden.

## Beskrivelse
Ægte pistacie er et lille, stedsegrønt træ med en eller flere korte stammer og en bred, tæt forgrenet krone. Barken er først lysegrøn og glat, men snart bliver den lysegrå og vortet, og gamle grene og stammer får med tiden en skorpet, grå bark. Knopperne sidder spredt, og de er ægformede og spidse med brune knopskæl.
Bladene er trekoblede eller uligefinnede med ovale, helrandede småblade. Oversiden er grågrøn og glat, mens undersiden er smule lysere med netagtig åretegning. Blomstringen sker i maj-juni (eller senere, afhængigt af voksestedet), hvor man finder blomsterne samlet i endestillede toppe. De enkelte blomster er 5-tallige og uregelmæssige, idet de mangler kronblade. Desuden er arten tvebo, sådan at det enkelte træ er enten rent hanligt eller rent hunligt. Frugterne er stenfrugter med store, grønne kerner.
Rodsystemet er tilpasset meget tørre voksesteder, og man har fundet rødder helt ned i 15 meters dybde under træet. Kernerne har brunlig hud og grønt indre.
Højde x bredde og årlig tilvækst: 12 x 10 m (15 x 10 cm/år). Træerne kan blive op til 300 år gamle.

## Hjemsted
Ægte pistacie hører hjemme i de tørre, subtropiske egne af Mellemøsten, og den vokser desuden i Iran, Afghanistan og store dele af Centralasien. Overalt foretrækker den lysåbne voksesteder med en meget tør, porøs og veldrænet jord, der er rig på kalk. Træet er desuden salttolerant, men det tåler ikke fugtighed eller temperaturer under -10 °C.
I Tadjikistans del af Pamirbjergene findes arten i kratagtige bevoksninger mellem 2.200 og 4.200 m højde sammen med bl.a. Pære, valnød, Berberis oblonga, Crataegus songorica, Crataegus turkestanica (arter af hvidtjørn), kaukasisk prydæble, Malus kirghisorum (en art af æble), mandel, Prunus cerasifera, Prunus tianshanica (arter af kirsebær), Pyrus korshinskyi, Pyrus regelii (arter af pære) og weichsel

## Anvendelse
Nødderne høstes og den ydre skal fjernes straks. Derefter kan de tåle opbevaring og transport. Nødderne bruges ved fremstilling af is, slik og kager samt i visse kødretter og pølser (mortadella).
100 g pistacienødder indeholder:
| Proteiner       | 23 g                                                               |
| Kulhydrater     | 11 g                                                               |
| Fedtstoffer     | 52 g                                                               |
| Fibre           | 7 g                                                                |
| Calcium         | 135 mg                                                             |
| Kalium          | 1093 mg                                                            |
| Fosfor          | 503 mg                                                             |
| Magnesium       | 158 mg                                                             |
| Vitamin A       | 233 enh.                                                           |
| Andre vitaminer | Thiamin (Vitamin B1), Riboflavin (Vitamin B2), Niacin (Vitamin B3) |

| Portal | Portal:Botanik |

## Note
1. ↑  Siegmar-W. Breckle and Walter Wucherer: Vegetation of the Pamir (Tajikistan) (Webside ikke længere tilgængelig) (engelsk)